# ابوالفضل اسلامی
ابوالفضل اسلامی (متولد ۱۳۳۸ شمسی) رایزن سیاسی سابق وزارت امور خارجه و مسئول پیگیری پرونده زهرا کاظمی (روزنامه‌نگار کشته شده در ایران) بود. اسلامی در سال ۱۹۸۱ از دانشکده روابط بین‌الملل فارغ‌التحصیل و در وزارت امور خارجه اداره آسیای دور مشغول به کار شد.
اسلامی از سال ۲۰۰۱ تا سال ۲۰۰۴ رایزن پیشین سفارت ایران در توکیو در ژاپن بود و بعد از پایان مأموریت به تهران برگشت، او در معاونت آسیا و معاونت آمریکای وزارت امور خارجه نیز فعالی داشته و مسوول پرونده زهرا کاظمی (روزنامه‌نگار کشته شده در ایران) بود.
وی در سال ۲۰۰۶ میلادی از تهران به توکیو رفته و در این کشور مقیم شده و به فعالیت علیه جمهوری اسلامی پرداخت.